# Борнейска жаба на Евърет
Борнейските жаби на Евърет (Rentapia everetti) са вид земноводни от семейство Крастави жаби (Bufonidae).
Срещат се в северните части на остров Борнео в Югоизточна Азия.
Таксонът е описан за пръв път от белгийско-британския зоолог Жорж Албер Буланже през 1896 година.